# عجلة يد

الأجزاء الرئيسية المُكونة لعجلة اليد.

عجلة اليد أو عربات يد، هي اختراع موغل في القدم، متمرد على التطوير، ممتنع ومتمنع على التكنولوجيا، ما زال ينافس أحدث الاختراعات، وأكثرها تعقيدا، ببساطته وقوة تحمله وصبره. استغلت عجلة اليد وما زالت تستغل إلى أقصى حد في المناجم والحقول والبساتين وأوراش البناء وغيرها من الأعمال الشاقة، تكلفتها زهيدة، ولا تتطلب طاقة لتشغيلها؛ ومع ذلك ظلت مُحتقرة، وتُرمى رمية الجيف كلما تلاشت، ولم تعد تقوى على حمل الأثقال، وهي بذلك أشبه بحمار آلي. فمن يكون هذا الحمار الآلي؟
البرويطة (أصلها من الفرنسية Brouette) اسم باللهجة العامية يطلق على عجلة اليد المعروفة، ذات العجلة الواحدة، بمقبضين طويلين. كانت تصنع من الخشب، فأصبحت من مختلف المعادن، واتخذت عدة أشكال، لكن أشهرها وأكثرها رواجا هو الشكل السابق وصفه من الحديد. أما أصلها فيشوبه الغموض، فهناك من ينسبها إلى الصينيين القدامى، وهناك من ينسبها إلى عهد الفراعنة، لأنها استعملت في مراسيم الدفن الفرعونية، في القرن السابع قبل الميلاد. أما «بليز باسكال»، الذي غالبا ما ينسب له اختراعها، فإنما قام بتطويرها، واختراع عربة يدوية بعجلتين.
وتعتبر هذه الوسيلة التقليدية امتدادا لذراعي الإنسان، تُضاعف من قدرته على حمل الأثقال (أضعاف وزنه) ببطنها الأشبه بجفنة مقعرة إلى مقدمة العربة نحو العجلة، مع المرونة والسرعة في التنقل. فعجلتها الوحيدة تمنحها حرية أكبر للحركة، وقدرة فائقة على سلك الممرات الضيقة، بل وحتى على خشبة، صعودا ونزولا، وإمكانية التفريغ الأمامي أو الجاني بيسر وسهولة.
وللعربة اليدوية الصغيرة، في تنقلها، رنة تمزج بين الصفير القوي والنهيق الرخيم، وإيقاع ينساب بين الخفيف السريع والثقيل البطيء، حسب الحمولة وحسب نشاط وهمة مستعملها؛ حتى أن أحد العمال اشتكى لرئيسه، في ورش بناء، ما تصدره عربته من صوت يزعجه، فسأله أن يصفه، فقال إنها تردد: «بران... بران... بران»، فرد عليه رئيسه: أنت مفصول عن العمل، لأن العربة اليدوية يجب أن تردد «بران بران بران بران» (أي إيقاع سريع).
والعربة اليدوية الصغيرة تحمل وتتحمل كل شيء، الحجارة والرمال والأتربة والاسمنت، حتى عجنات الاسمنت التي قد تستحضر عليها. وأكثر من ذلك، فقد استعملت لحمل النقود، ففي ألمانيا سنة 1931، كان الناس يحملون عليها الأوراق النقدية أثناء تبضعهم، بسب التضخم الفاحش آنذاك. واستعمل بولتزر (صاحب أشهر جائزة في الصحافة الأمريكية)، في بداية إصداره جريدة " St. Louis Post-Dispatch" سنة 1878، العربة اليدوية الصغيرة كوسيلة توزيع هذه الصحيفة التي لم تكن تتعدى أربع صفحات.
وما أن ينتهي مستعمل العربة اليدوية الصغيرة من العمل بها حتى يقلبها على ظهرها، لأنها مثل السلحفاة، إذا انقلبت لا تستطيع الحراك. ويقول عنها الإنجليز، من بين نكتهم التهكمية عن الإرلنديين، أن الله خلق العربة اليدوية كي يُعلّم الإرلنديين كيف يمشون على أرجلهم الخلفية (Why did God invent the wheelbarrow? To teach the Irish to walk on their hind legs). وعلى ذكر التعليم، فلولاها لما اختراع قلم الحبر الجاف؛ ذلك أن برينو بيش، صاحب شركة «بيك»، كان في نهاية الأربعينيات يدير مصنعا صغيرا للأقلام، وبينما كان في ضيعته يدفع بعربة يدوية محملة بخمسين كلغ من البطاطا، راح يكتب اسمه على التراب بواسطة العجلة، فجاءته فكرة قلم يكون رأسه مزودا بكُريّة صغيرة أشبه بالعجلة تجعله ينساب بسرعة دون أن يهدر كثيرا من الحبر.
وعلى المستوى الرياضي، هناك أرقام قياسية مسجلة في كتاب «غينيس» تخص رفع العربة اليدوية الصغيرة وحملها، كما أن هناك سباقات للبرويطة، ومنها السباق الذي تنظمه جمعية الفرنسية "Les Débrouill'Arts" في Appenans (Doubs).
وعلى المستوى الفني، تنظم مجموعة موسيقية لفن الجاز، مع العديد من المولعين بالموسيقى والطبيعة، مهرجانا سنويا للبرويطة بAgglo de Rouen وNormandie، تتخلله أنشطة موسيقية ومسرحية. وعلاوة على كل ذلك، خصصت لها عدة مواقع على الانترنيت، بعدة لغات.

## صُور من الماضي والحاضر

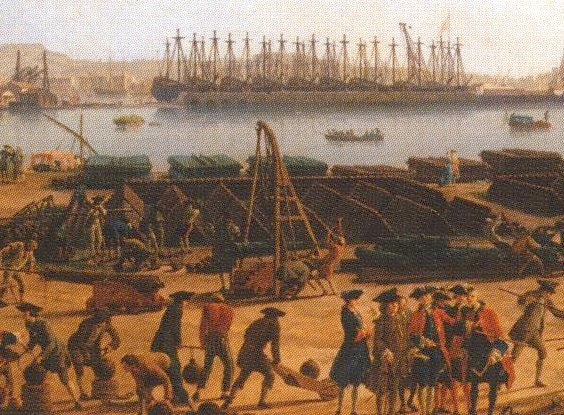
Première vue du port de Toulon – كلود جوزيف فيرنيه.
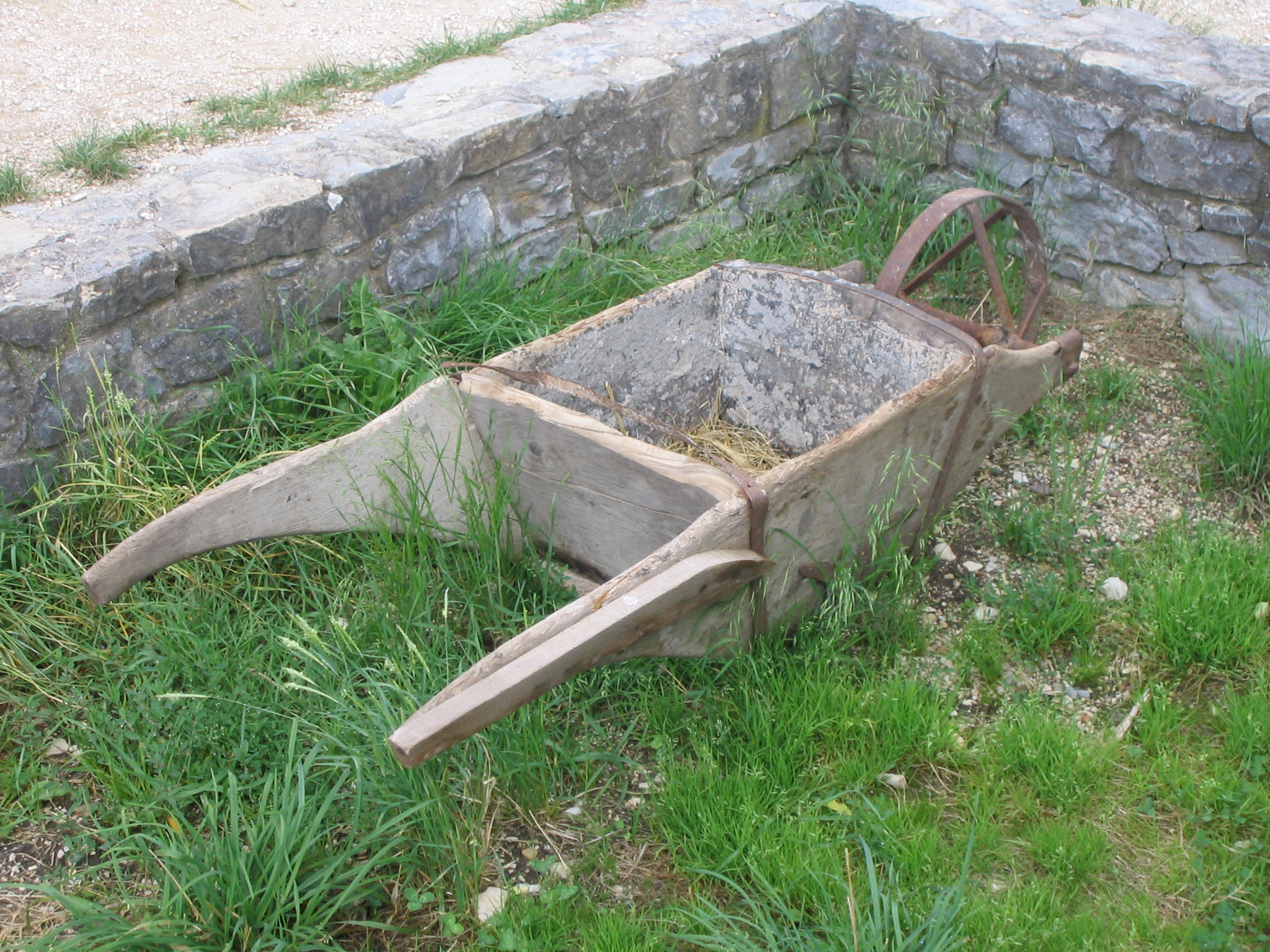
Brouette utilisée dans les منجم.
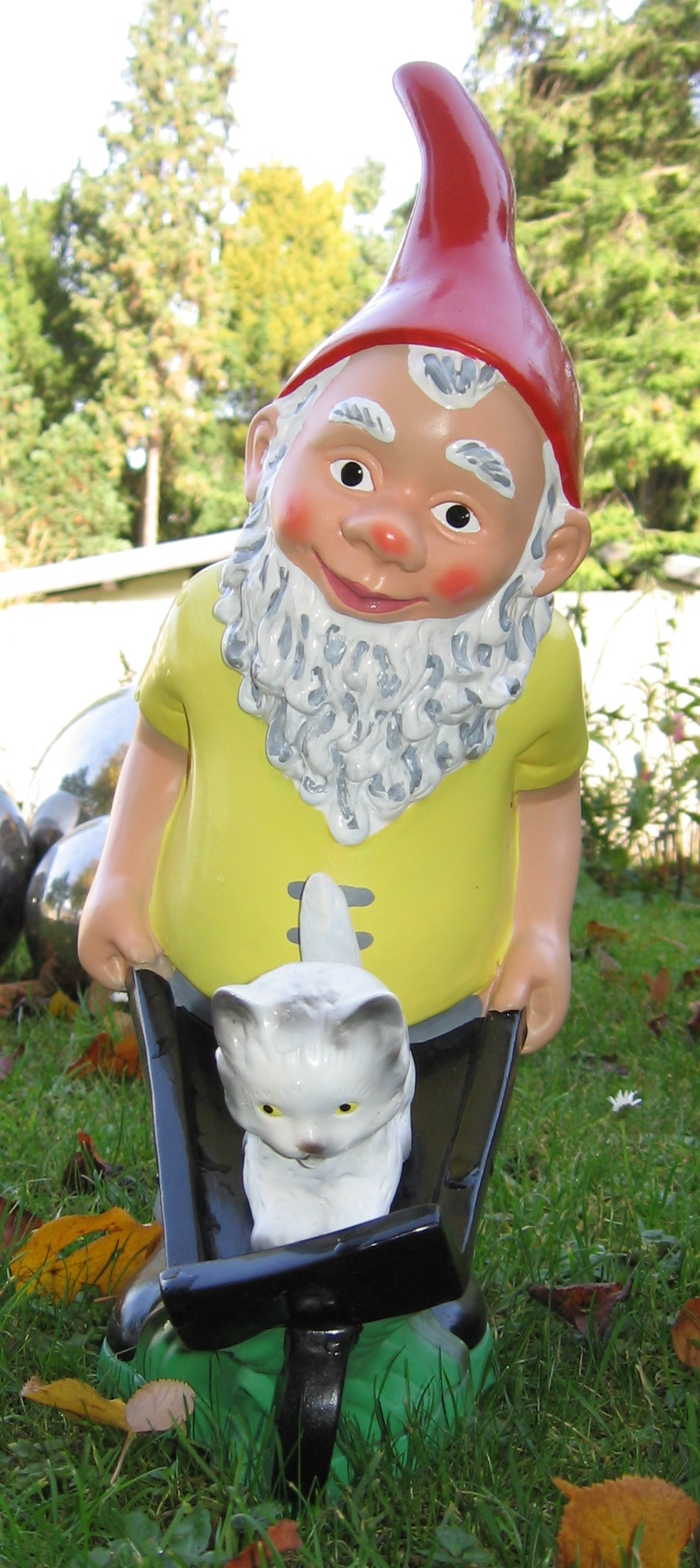
La brouette du nain de jardin.
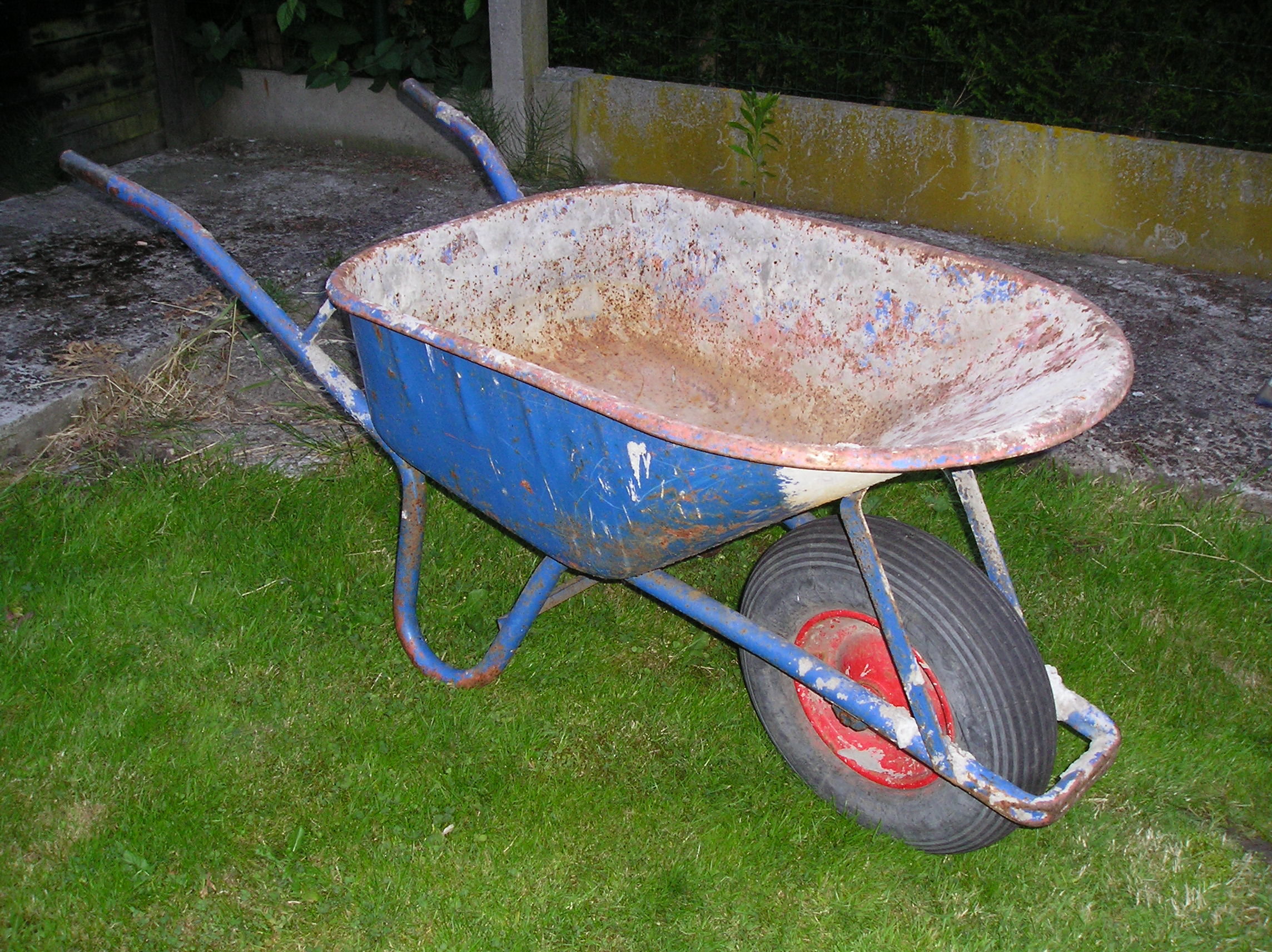
مُعدات البناء.
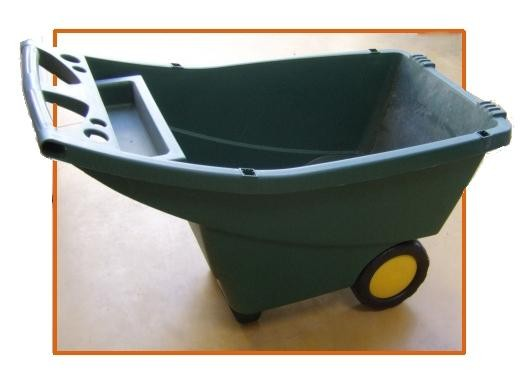
Toute en plastique, brouette dite « de jardin. »
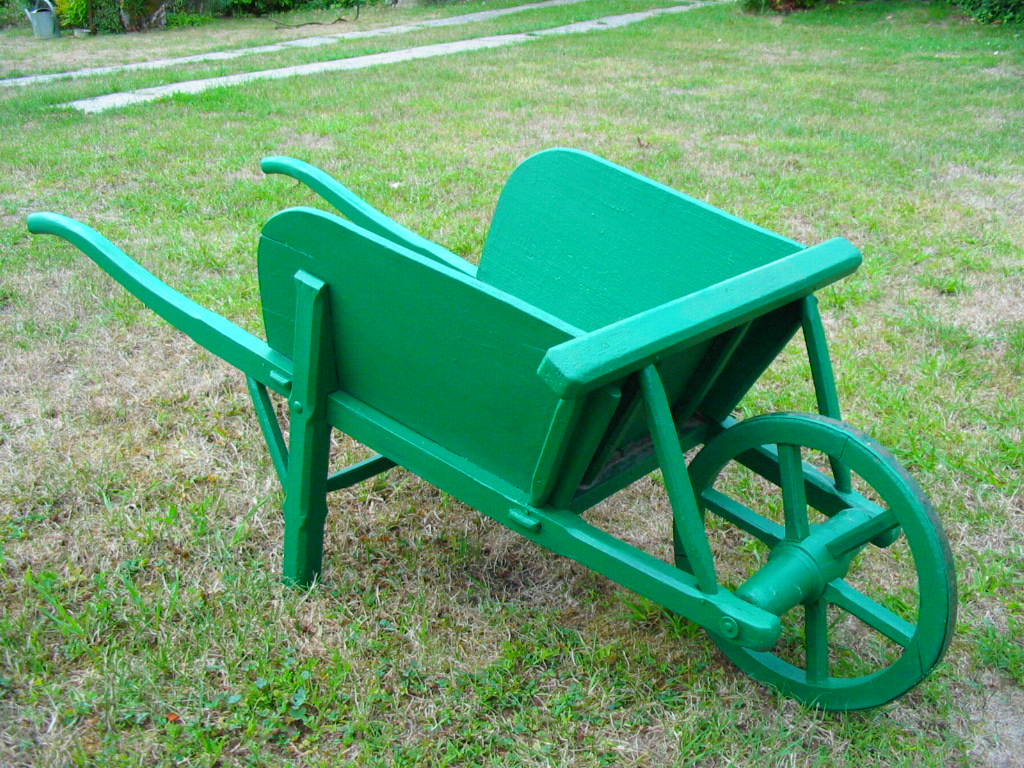
Brouette pour enfant en bois peint.
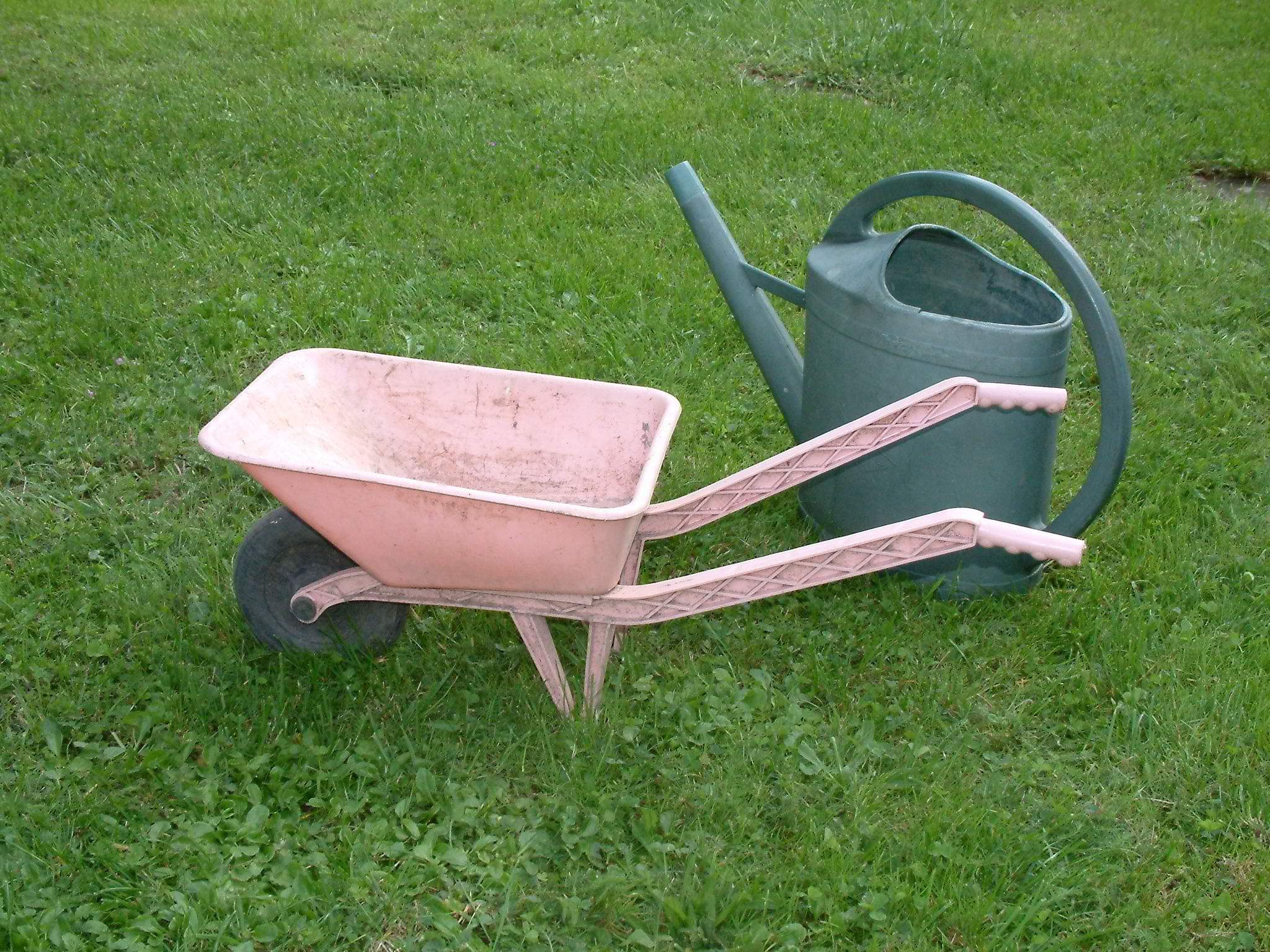
Brouette pour enfant en plastique.
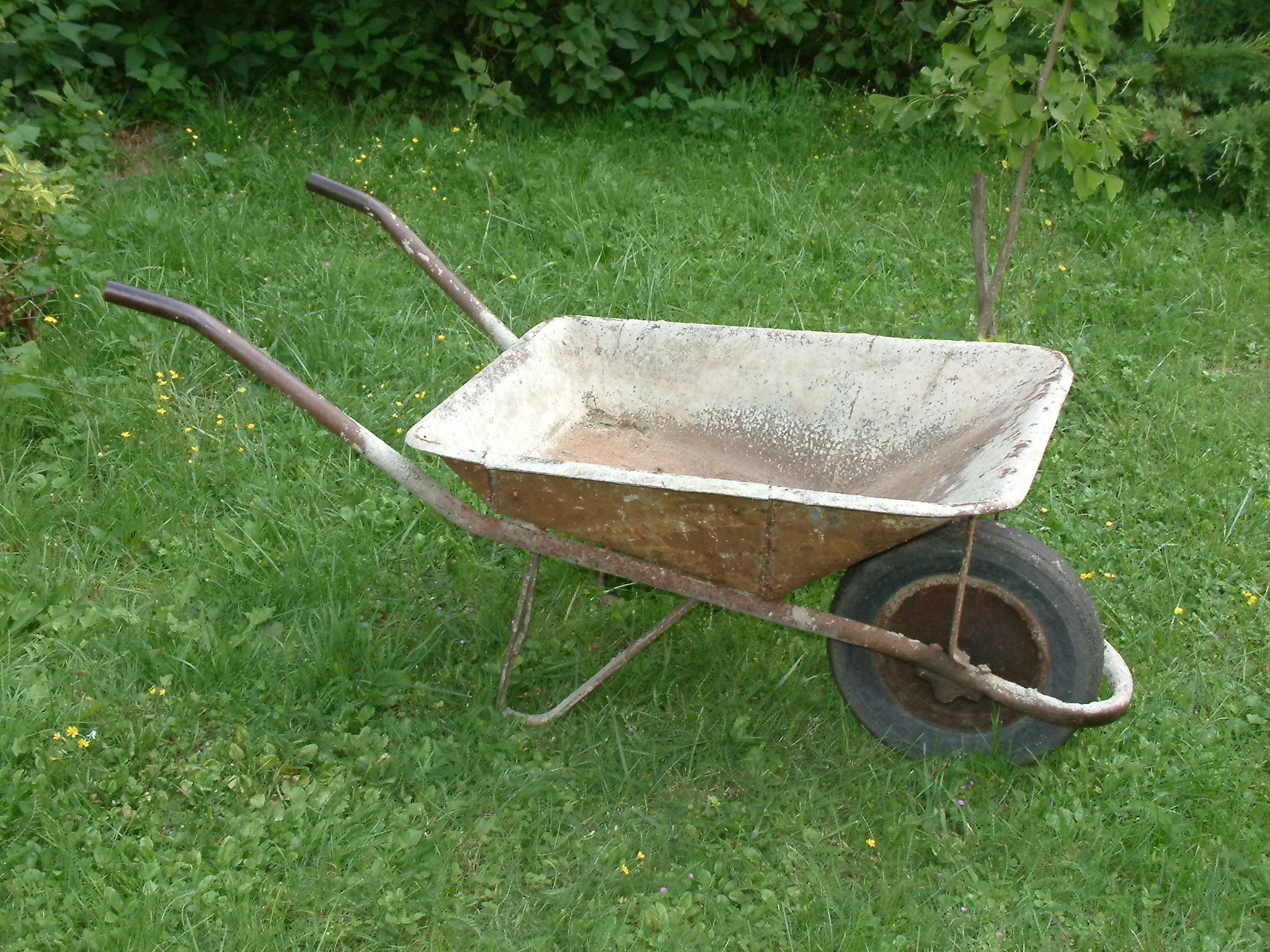
عربة يدوية صغيرة للأوراش.
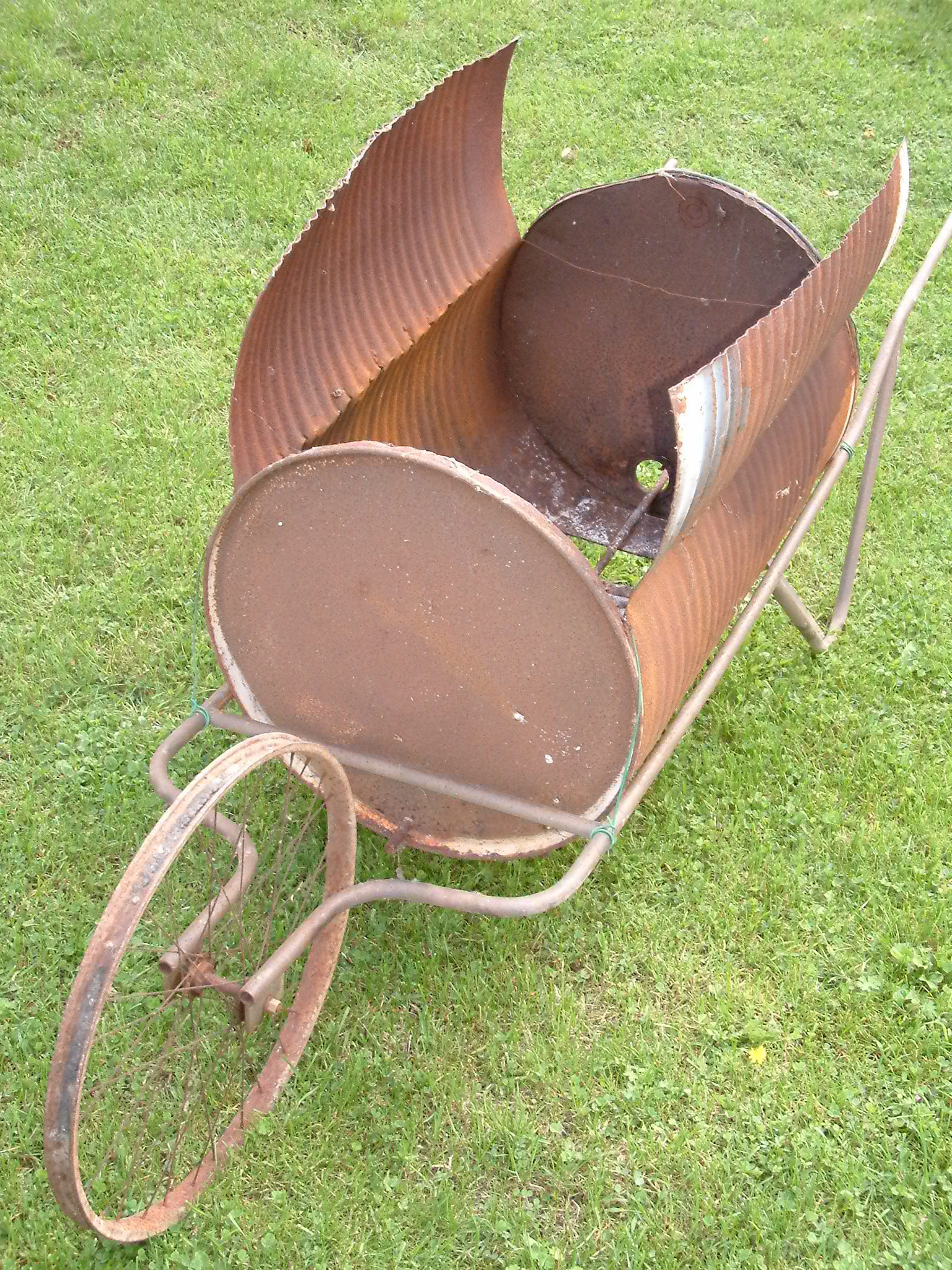
Brouette à feu – Vignes de Champagne.
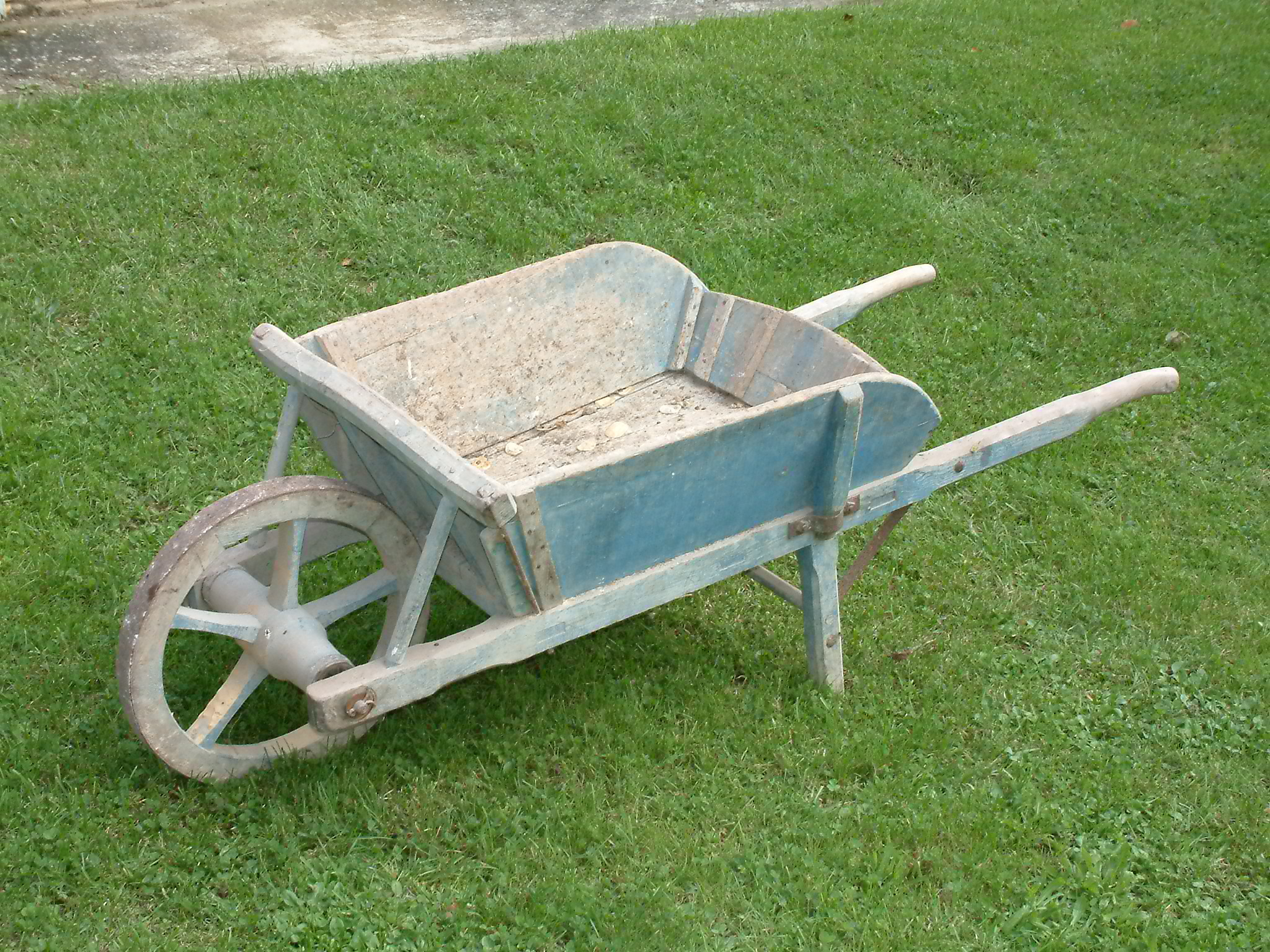
Brouette en bois – côtés démontables.
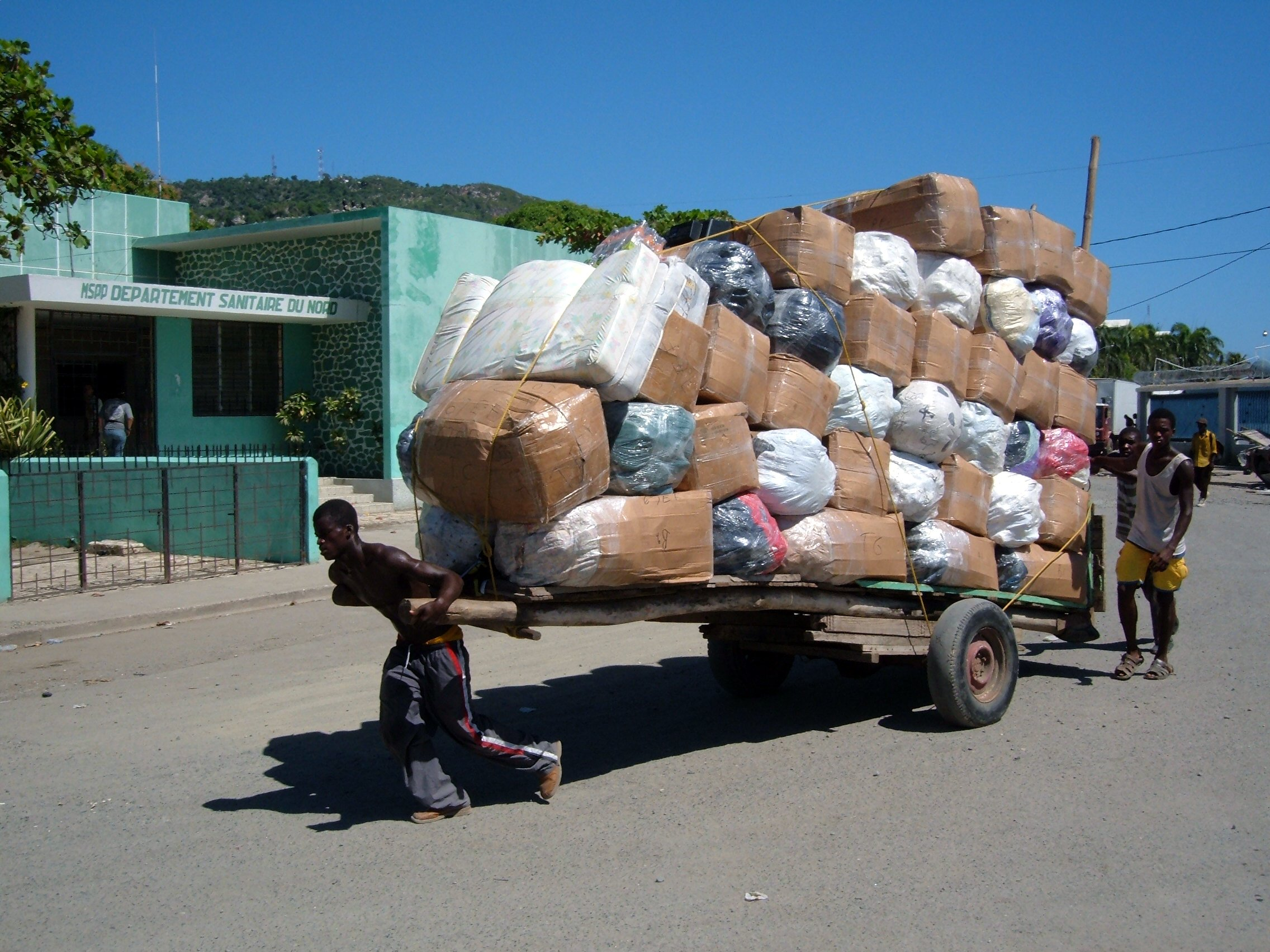
Une utilisation de la « solution brouette » sur le port de Cap-Haïtien.

## مصدر
- هذا المقال مُقتطف من صفحة أدرار، للتأكد من التصريح أُنظر نقاش الصفحة.